# Europese PGA Tour 2016
De Europese PGA Tour 2016 startte het seizoen al in november 2015 met het Alfred Dunhill Championship in Zuid-Afrika. Het laatste toernooi was het Dubai World Championship, dat in november 2016 werd gespeeld. Er stonden dit seizoen 48 toernooien op de agenda, inclusief de Olympische Spelen 2016, de EurAsia Cup en de Ryder Cup.
  29 toernooien worden dit jaar buiten Europa gespeeld.
Aan het begin van seizoen 2015-2016 staan 35 spelers in de top-100 van de wereldranglijst, inclusief Joost Luiten die in 2015 afzakte naar de 84ste plaats en Thomas Pieters, die in 2015 steeg van nummer 240 naar de 88. De grootste vooruitgang werd geboekt door Matthew Fitzpatrick (van 413 naar 49). 

## Agenda
| Data             | Data  | Toernooi                                                 | Baan                                           | Prijzengeld    | Winnaar             | Score  | Score  | Info                                                                         |
| 2015             | 2015  | 2015                                                     | 2015                                           | 2015           | 2015                | 2015   | 2015   | 2015                                                                         |
| ---------------- | ----- | -------------------------------------------------------- | ---------------------------------------------- | -------------- | ------------------- | ------ | ------ | ---------------------------------------------------------------------------- |
| 26-11            | 29-11 | Alfred Dunhill Championship                              | Leopard Creek Golf Club                        | € 1.500.000    | Charl Schwartzel    | 273    | -15    | Telt ook voor de Sunshine Tour                                               |
| 03-12            | 06-12 | PGA Championship (Australië)                             | RACV Royal Pines Resort, Gold Coast            | A$ 1.750.000   | Nathan Holman       | 288    | par    | Nieuw event op de Europese Tour, telt ook voor de Australaziatische PGA Tour |
| 03-12            | 06-12 | Nedbank Golf Challenge                                   | Gary Player CC, Sun City                       | $ 6.500.000    | Marc Leishman       | 269    | -19    | Telt ook voor de Sunshine Tour                                               |
| 2016             |       |                                                          |                                                |                |                     |        |        |                                                                              |
| 07-01            | 10-01 | The BMW SA Open hosted by City of Ekurhuleni             | Glendower GC, Gauteng, Johannesburg            | ZAR 15.000.000 | Brandon Stone       | 274    | -14    | Telt ook voor de Sunshine Tour                                               |
| 14-01            | 17-01 | Joburg Open                                              | Royal Johannesburg & Kensington GC             | ZAR 16.500.000 | Haydn Porteous      | 269    | -18    | Telt ook voor de Sunshine Tour                                               |
| 15-01            | 17-01 | EurAsia Cup presented by DRB-HICOM                       | Genmarie G&CC, Kuala Lumpur                    | -              | Team Europa         |        |        | Teamevent - telt ook voor de Aziatische PGA Tour                             |
| 21-01            | 24-01 | Abu Dhabi Golfkampioenschap                              | Abu Dhabi Golf Club, Abu Dhabi                 | $ 2.700.000    | Rickie Fowler       | 272    | -16    |                                                                              |
| 27-01            | 30-01 | Commercial Bank Qatar Masters                            | Doha Golf Club, Doha                           | $ 2.500.000    | Branden Grace       | 274    | -14    |                                                                              |
| 04-02            | 07-02 | Omega Dubai Desert Classic                               | Emirates Golf Club, Dubai                      | $ 2.650.000    | Danny Willett       | 269    | -19    |                                                                              |
| 11-02            | 14-02 | Tshwane Open                                             | Pretoria CC, Waterkloof                        | ZAR 18.500.000 | Charl Schwartzel    | 264    | -16    | Telt ook voor de Sunshine Tour                                               |
| 18-02            | 21-02 | Maybank Championship Malaysia                            | Royal Selangor Golf Club                       | $ 3,000,000    | Marcus Fraser       | 269    | -15    | Telt ook voor de Aziatische PGA Tour                                         |
| 25-02            | 28-02 | Perth International                                      | Lake Karrinyup CC, Perth                       | A$ 1.750.000   | Louis Oosthuizen    | 272    | -16    | Telt ook voor de Aziatische PGA Tour en de Australaziatische PGA Tour        |
| 03-03            | 06-03 | WGC-Cadillac Championship                                | Trump National Doral, Doral, Florida           | $ 9.500.000    | Adam Scott          | 276    | -12    | World Golf Championships                                                     |
| 10-03            | 13-03 | True Thailand Classic                                    | Black Mountain Golf Club Hua Hin               | $ 1.750.000    | Scott Hend          | 270    | -18    | Telt ook voor de Aziatische PGA Tour                                         |
| 17-03            | 20-03 | Hero Indian Open                                         | Delhi Golf Club                                | $ 1.500.000    | SSP Chowrasia       | 273    | -15    | Telt ook voor de Aziatische PGA Tour                                         |
| 23-03            | 27-03 | WGC-Dell Match Play                                      | Austin CC, Austin, Texas                       | $ 9.500.000    | Jason Day           |        |        | World Golf Championships                                                     |
| 07-04            | 10-04 | The Masters                                              | Augusta National Golf Club                     | $ 10.000.000   | Danny Willett       | 283    | -5     | Major                                                                        |
| 14-04            | 17-04 | Open de España                                           | Valderrama Golf Club                           | € 2.000.000    | Andrew Johnston     | 285    | +1     |                                                                              |
| 21-04            | 24-04 | Shenzhen International                                   | Genzon GC, Shenzhen                            | $ 2.800.000    | Lee Soo-min         | 272    | -16    |                                                                              |
| 28-04            | 01-05 | Volvo China Open                                         | Topwin G&CC                                    | RMB 20.000.000 | Li Haotong          | 266    | - 22   | Telt ook voor de OneAsia Tour                                                |
| 05-05            | 08-05 | King Hassan II Trophy                                    | Royal Golf Dar Es Salam, Rabat                 | € 1.500.000    | Wang Jeung-hun      | 283    | -5     |                                                                              |
| 12-05            | 15-05 | AfrAsia Bank Mauritius Open                              | Four Seasons GC at Anahita, Beau Champs        | € 1.000.000    | Wang Jeung-hun      | 282    | -6     | Telt ook voor de Aziatische PGA Tour en Sunshine Tour                        |
| 19-05            | 22-05 | Dubai Duty Free Irish Open Hosted by the Rory Foundation | The K Club, Straffan, Co. Kildare              | € 4.000.000    | Rory McIlroy        | 276    | -12    |                                                                              |
| 26-05            | 29-05 | BMW PGA Championship                                     | The Wentworth Club                             | € 5.000.000    | Chris Wood          | 279    | -9     |                                                                              |
| 02-06            | 05-06 | Nordea Masters                                           | Bro Hof Slott Golf Club                        | € 1.500.000    | Matthew Fitzpatrick | 272    | -16    |                                                                              |
| 09-06            | 12-06 | Lyoness Open powered by Greenfinity                      | Diamond CC, Atzenbrugg                         | € 1.000.000    | Ashun Wu            | 275    | -13    |                                                                              |
| 16-06            | 19-06 | US OPEN                                                  | Oakmont CC, Oakmont, Pennsylvania              | $ 10.000.000   | Dustin Johnson      | 276    | -4     | Major                                                                        |
| 23-06            | 26-06 | BMW International Open                                   | Golf Club Gut Laerchenhof, Pulheim             | € 2.000.000    | Henrik Stenson      | 271    | -17    |                                                                              |
| 30-06            | 03-07 | Alstom Open de France                                    | Le Golf National, Parijs                       | € 3.500.000    | Thongchai Jaidee    | 273    | -11    |                                                                              |
| 07-07            | 10-07 | AAM Scottish Open                                        | Castle Stuart Golf Links, Inverness            | £ 3.250.000    | Alexander Norén     | 274    | -14    |                                                                              |
| 14-07            | 17-07 | 145th Open                                               | Royal Troon GC, Ayrshire                       | £ 3.250.000    | Henrik Stenson      | 264    | -20    | Major                                                                        |
| 28-07            | 31-07 | US PGA Championship                                      | Baltusrol GC, Springfield, New Jersey          | $ 10.500.000   | Jimmy Walker        | 266    | -14    | Major                                                                        |
| 28-07            | 31-07 | King's Cup                                               | Phoenix Gold Golf Club, Thailand               | $ 750.000      | Chan Shih-chang     | 268    | -12    | Nieuw event op de Europese tour, telt ook mee voor de Aziatische PGA Tour    |
| 04-08            | 07-08 | Paul Lawrie Matchplay                                    | Murcar Links Golf Club, Aberdeen               | € 1.000.000    | Anthony Wall        | 1 hole | 1 hole |                                                                              |
| 11-08            | 14-08 | Olympic Men's Golf Competition                           | Olympic Golf Course, Rio de Janeiro            | -              | Justin Rose         | 268    | -16    | Nieuw event op de Europese Tour                                              |
| 15-08            | 18-08 | D+D Real Czech Masters                                   | Albatross Golf Resort, Praag                   | € 1.000.000    | Paul Peterson       | 273    | -15    |                                                                              |
| 25-08            | 28-08 | Made in Denmark                                          | Himmerland Golf Club                           | € 1.800.000    | Thomas Pieters      | 267    | -17    |                                                                              |
| 01-09            | 04-09 | Omega European Masters                                   | Golf Club Crans-sur-Sierre                     | € 2.700.000    | Alex Noren          | 263    | -17    | Telt ook mee voor de Aziatische PGA Tour                                     |
| 08-09            | 11-09 | KLM Open                                                 | The Dutch, Spijk                               | € 1.800.000    | Joost Luiten        | 265    | -17    |                                                                              |
| 15-09            | 18-09 | Italian Open                                             | Golf Club Milano, Parco Reale di Monza         | € 1.800.000    | Francesco Molinari  | 262    | -22    |                                                                              |
| 22-09            | 25-09 | Porsche European Open                                    | Golf Resort Bad Griesbach                      | € 2.000.000    | Alexander Levy      | 194    | -19    |                                                                              |
| 30-09            | 02-10 | Ryder Cup                                                | Hazeltine National Golf Club                   |                | Verenigde Staten    |        |        | Teamevent                                                                    |
| 06-10            | 09-10 | Alfred Dunhill Links Championship                        | St Andrews Links, Carnoustie & Kingsbarns      | $ 5.000.000    | Tyrrell Hatton      | 265    | -23    |                                                                              |
| 06-10            | 09-10 | Fiji International                                       | Natadola Bay Championship golf course, Denarau | AUD 1.500.000  | Brandt Snedeker     | 272    | -16    | Nieuw op de Europese Tour, telt ook voor de Australaziatische PGA Tour       |
| 13-10            | 16-10 | British Masters supported by Sky Sports                  | The Grove, Chandlers Cross, Hertfordshire      | £ 3.000.000    | Alex Noren          | 266    | -18    |                                                                              |
| 20-10            | 23-10 | Portugal Masters                                         | Oceånico Victoria GC, Vilamoura                | € 2.000.000    | Pádraig Harrington  | 261    | -23    |                                                                              |
| 27-10            | 30-10 | WGC - HSBC Champions                                     | n.n.b.                                         | $ 9.500.000    | Hideki Matsuyama    | 265    | -23    | World Golf Championships                                                     |
|                  |       |                                                          |                                                |                |                     |        |        |                                                                              |
| The Final Series |       |                                                          |                                                |                |                     |        |        |                                                                              |
| 03-11            | 06-11 | Turkish Airlines Open                                    | Regnum Carya Golf, Belek                       | $ 7.000.000    | Thorbjørn Olesen    | 264    | -20    |                                                                              |
| 10-11            | 13-11 | Nedbank Golf Challenge                                   | Gary Player Country Club                       | $ 7.000.000    | Alex Noren          | 274    | -14    |                                                                              |
| 17-11            | 20-11 | DP World Tour Championship                               | Jumeirah Golf                                  | $ 8.000.000    | Matthew Fitzpatrick | 271    | -17    |                                                                              |
| 24-11            | 27-11 | ISPS HANDA World Cup of Golf                             | Kingston Heath Golf Club                       | $ 8.000.000    | Denemarken          |        |        | Teamevent                                                                    |